# 李朝寅
李朝寅（16世紀—1600年），號同所，南直隸鳳陽府壽州霍丘縣人，明朝政治人物。

## 生平
李朝寅的父親李本正淳厚謹慎，以義理教育他，兒子成材後依舊意氣瀟灑，人稱端方者必提及李本正，獲贈官修職郎、行人司行人。萬曆十六年（1588年），李朝寅中式戊子科應天鄉試舉人，萬曆十七年（1589年）聯捷進士，刑部觀政，六月父亲去世丁憂。二十年六月授官行人司行人，萬曆二十四年（1596年）到南康王王府主持祭祀禮。二十六年升户部主事，二十八年去世。

## 家族
曾祖李政宽。祖父李懷璋。父李本正。

## 引用
1. 1 2  同治《霍邱縣志·卷九·選舉志》進士……明……萬厯己丑科……李朝寅 以詩登焦竑榜，官戶部主事……舉人……明……（萬曆）戊子科 李朝寅 以詩中式，成己酉【己丑】進士……封贈 明……李本正 以子朝寅贈修職、行人司行人
2. ↑  同治《霍邱縣志·卷十·人物志》：李本正，醇謹有雅量，以義方訓其子朝寅成進士，而意氣灑如初，不作塵俗態，至今稱端方者必曰李先生。
3. ↑  《萬曆十七年己丑科進士履歷》：李朝寅，同所，诗一房，丁卯十一月十七日生。霍丘县人，戊子鄉試，三甲一百九十九名。刑部政，六月丁外艰，壬辰六月授行人，戊戌升户部主事，庚子卒。
4. ↑  《明神宗顯皇帝實錄·卷三百二》：（萬曆二十四年九月丁未）遣行人王修儀封王府，黃吉士彰德王府，李朝寅南康王府，各掌行祭禮。